# Qian Zhenhua
Qian Zhenhua (钱震华S, Qián ZhènhuáP; Shanghai, 10 settembre 1979) è un pentatleta cinese.

## Palmarès
In carriera ha conseguito i seguenti risultati:
- Mondiali:

Varsavia 2005: oro nel pentathlon moderno individuale.
Città del Guatemala 2006: bronzo nel pentathlon moderno staffetta a squadre.
Berlino 2007: argento nel pentathlon moderno staffetta a squadre.